# Twilight Zone (песня Iron Maiden)
Twilight Zone (с англ. — «Сумеречная Зона») — четвёртый сингл хеви-метал-группы Iron Maiden, вышедший в 1981 году.

## Список композиций
| №  | Название        | Текст песни | Музыка      | Длительность |
| -- | --------------- | ----------- | ----------- | ------------ |
| 1. | «Twilight Zone» | Стив Харрис | Дейв Мюррей | 2:32         |
| 2. | «Wrathchild»    | Стив Харрис | Стив Харрис | 2:53         |

## Участники записи
- Пол Ди’Анно — вокал
- Стив Харрис — бас
- Дейв Мюррей — гитара
- Эдриан Смит — гитара, бэк-вокал
- Клайв Барр — ударные